# Ein Mann will nach Deutschland
Ein Mann will nach Deutschland ist ein deutscher Spielfilm aus dem Jahre 1934. Unter der Regie von Paul Wegener spielen Karl Ludwig Diehl und Brigitte Horney die Hauptrollen.

## Handlung
Südamerika 1914, zu Beginn des Ersten Weltkriegs.
Drei Ingenieure – der Deutsche Hagen, der Brite Corner und der Franzose Duval – stehen im Dienste der venezolanischen Ortiguez-Werke. Als man vom Kriegsausbruch in Europa hört, nehmen die drei nunmehr miteinander verfeindeten Männer Abschied, um daheim den Kriegsdienst anzutreten. Auch Hagens bullig-handfester Kumpel Brack, ein Werkmeister, will mit ihm zurück nach Deutschland. Ehe es dazu kommen kann, gerät er jedoch in eine Straßenprügelei, weil er mit anhören muss, dass Deutschland für den Ausbruch der Feindseligkeiten verantwortlich gemacht wird. Als Hagen seinen Kumpel herauspauken will, fängt er sich einen Messerstich ein, der Brack gegolten hatte. Schwer verletzt, wird der deutsche Ingenieur auf das Anwesen von Señora Ortiguez, der Firmenchefin, gebracht. Aufopfernd päppelt sie den Fremden wieder auf; in dieser Zeit beginnen sich die beiden ineinander zu verlieben. Obwohl die Venezolanerin ihn nicht gehen lassen möchte, zieht es Hagen, der nicht gedient hatte, heim nach Deutschland: das Vaterland ruft.
Wieder genesen, versuchen Hagen und Brack mit einem unter neutraler Flagge segelnden Schiff zurück nach Deutschland zu gelangen. Ein englisches Patrouillenboot bringt das Schiff jedoch widerrechtlich auf und kassiert die beiden Feinde Britanniens kurzerhand ein. Auf Jamaika werden Hagen und Brack interniert. Das Leben hinter Stacheldraht ist, wenngleich sicher, doch auch hart und entbehrungsreich. Die überzeugten Patrioten wollen unbedingt heim nach Deutschland, und so unternehmen sie – erfolgreich – einen Fluchtversuch nach Kuba. Manuela Ortiguez erfährt von Hagens Husarenstück an Bord ihrer Jacht und segelt daraufhin sofort nach Kuba. Wieder vereint, verbringen beide einige unbeschwerte Tage. Dennoch kann sie ihn – auch nicht mit dem Angebot, ihr Chefingenieur zu werden – nicht von seinem festen Willen, heimzukehren, abhalten. Ohne Abschied zu nehmen, trennt sich Hagen klammheimlich von ihr, und er und Brack besteigen ein dänisches Schiff, das als Zielhafen Plymouth hat.
Manuela erfährt jedoch von seiner Wahnsinnsidee und reist ihm mit ihrer Jacht bis nach Plymouth hinterher. Ihr letzter Versuch, Hagen von der Heimkehr nach Deutschland abzuhalten, scheitert nun endgültig. Betrübt kehrt die Venezolanerin auf ihre Jacht zurück. Manuelas Vertrauter Pedra kann die Niedergeschlagenheit ihrer Freundin nicht mit ansehen und verrät daraufhin Hagen bei der englischen Hafenpolizei. Wie‘s der Zufall so will, ist Manuelas früherer Ingenieur Corner nunmehr Hafenkommandant von Plymouth. Sie bittet ihn, beider Freund Hagen zu helfen, doch auch Corner stellt, Hagen nicht ganz unähnlich, Vaterlandsliebe und patriotisches Pflichtgefühl über alles. Manuela beginnt allmählich Hagens Haltung zu begreifen, nimmt ihn mit auf ihre Jacht und versucht, von englischen Kriegsschiffen verfolgt, deutsche Gewässer zu erreichen. Als ihr Schiff die deutsche Vorhut auf hoher See passiert, lässt sie aus Solidarität zu ihrer großen Liebe die deutsche Flagge hissen.

## Produktionsnotizen
Gedreht wurde von Anfang April (Außenaufnahmen) bis Ende Mai (Atelieraufnahmen) 1934. Die Außendrehorte waren auf Teneriffa (La Orotava, Puerto de la Cruz, Santa Cruz de Tenerife und in 2400 Metern Höhe am Pico del Teide) sowie in Hamburg und bei Berlin. Die Uraufführung fand am 26. Juli 1934 im UFA-Palast am Zoo statt.
Für seine zweite Tonfilmregie holte sich Paul Wegener erneut Karl Ludwig Diehl für die Hauptrolle, mit dem er bereits im Jahr zuvor (1933) seinen Tonfilmeinstand als Regisseur (bei Die Freundin eines großen Mannes) gegeben hatte. Mit neun Schauspielern an Bord des Hapag-Dampfers ‘Osorio‘ reiste Wegener im Mai 1934 nach Teneriffa und nutzte die Zeit der Überfahrt, um die Schiffsszenen direkt an Bord zu filmen. Im Hafen von Vigo konnte die Filmcrew sogar eine zurückgelassene, englische Kriegspinasse in Beschlag nehmen, die gleichfalls im Film eingesetzt wurde.
Die Produktionsleitung hatte Erich Holder. Die Filmbauten stammen von Werner Schlichting, den Ton besorgte Walter Tjaden. Werner Krien und Igor Oberberg assistierten Chefkameramann Fritz Arno Wagner, Erich Kobler Regisseur Wegener. Heinz Ritter arbeitete bei dieser Produktion als Standfotograf. Willy Birgel gab in Ein Mann will nach Deutschland sein Filmdebüt, Siegfried Schürenberg spielte hier seine erste tragende Rolle.
Ein Mann will nach Deutschland wurde 1945 in die Liste der unter alliierter Militärzensur verbotenen deutschen Filme aufgenommen. So wurde der Film in der Bundesrepublik öffentlich weder im Kino wiederaufgeführt noch im Fernsehen gezeigt.

## Kritiken
Der Film erhielt – abhängig von Zeit und politischem Standpunkt – sehr unterschiedliche Bewertungen.
In Österreich, wo der Film im November 1934 unter dem Titel Ein Mann will in die Heimat anlief, war am 17. November 1934 in der Österreichischen Film-Zeitung auf Seite 4 zu lesen: „Paul Wegener […] hat den Film in einen Rahmen üppiger, tropischer Landschaft gestellt. Das rasche Tempo des Geschehens, die wundervollen Landschafts- und Seeaufnahmen, die eindrucksvolle Photographie zeichnen diesen Ufa-Film, zu dessen Gelingen eine ganze Anzahl guter Darsteller beiträgt, besonders aus.“
Oskar Kalbus‘ Vom Werden deutscher Filmkunst schrieb in der Frühphase des Dritten Reichs: „Der Film umschließt ein echt deutsches Schicksal, das sich hier in wundervoller Weise vollendet. Es ist ein Film unserer neuen Zeit, angeführt mit ihrem heldischen Geist und durchdrungen von der tiefen, echten Vaterlandsliebe, die heute allen Deutschen wiedererweckt wurde, und die in gleicher Mächtigkeit während der letzten Jahrzehnte nur zu Anbeginn des Weltkrieges loderte. Und in dieser Zeit spielt auch der Film. […] Karl Ludwig Diehl als deutscher Ingenieur und Hermann Speelmans stellen zwei prächtige Auslandsdeutsche mit glühender Vaterlandsliebe dar, die trotz aller Entbehrungen nur eins kennen: heim nach Deutschland, um mitzukämpfen, wenn das Vaterland in Not ist.“
In der Neuen Freien Presse ist in der Ausgabe vom 16. November 1934 folgendes zu lesen: „Prachtvolle Landschaftsaufnahmen geben den eindrucksvollen Rahmen. Die Verherrlichung der Vaterlandsliebe und des männlichen Mutes, die dieser Film bedeutet, könnte natürlich auf sämtliche Nationalitäten der Erde transponiert werden. Und eben in dieser schönen Allgemeinmenschlichkeit des Themas ist neben den rein filmischen Qualitäten die Erklärung für den Erfolg dieses Werkes zu suchen. Von den Darstellern verdient Carl Ludwig Diehl, der Träger der Hauptrolle, an erster Stelle genannt zu werden. Sein männlich beherrschtes Spiel interessiert, und wenn er, an einer einzigen Stelle, in der Szene mit dem Konsul auf Kuba, leidenschaftlich loslegt, so wirkt dieser seltene Ausbruch um so intensiver.“
Das Lexikon des Internationalen Films urteilte: „Der Film bezeugt das Bemühen der UFA, die vom neuen ‚Schirmherrn‘ Dr. Goebbels geforderte ‚neue Linie im deutschen Filmschaffen‘ einzuschlagen: Jedes Wort ist Tendenz, Papier, Phrase, Pathos.“